# Carolina d'Assia-Darmstadt
Carolina d'Assia-Darmstadt (Buchsweiler, 2 marzo 1746 – Homburg, 18 settembre 1821) fu una principessa dell'Assia-Darmstadt per nascita, e langravia di Assia-Homburg per matrimonio.

## Biografia
Carolina era la primogenita di Luigi IX d'Assia-Darmstadt, langravio di Assia-Darmstadt dal 1768 al 1790, e della prima moglie Carolina del Palatinato-Zweibrücken-Birkenfeld.
Venne data in sposa a Federico V d'Assia-Homburg, langravio di Assia-Homburg dal 1751. Il matrimonio, celebrato a Darmstadt il 27 settembre 1768, fu semplicemente un'unione dettata da ragioni dinastiche e diplomatiche. Il nonno di Carolina, il langravio Luigi VIII aveva tenuto per conto di Federico, insieme alla di lui madre, la reggenza nell'Assia-Homburg durante la sua minore età. Il matrimonio costituì un compromesso, in cui l'Assia-Darmstadt rinunciò ai suoi diritti sovrani sull'Assia-Homburg.
Anche se il matrimonio produsse molti figli, Carolina e Federico rimasero sostanzialmente estranei l'una all'altro. La langravia non riuscì ad ottenere null'altro che la piccola casetta insulare eretta nel bosco di abeti di Homburg, raffigurata in un dipinto del pittore d'Homburg Wilhelm Thiery. Rimasta vedova il 7 febbraio 1751, vide succedere al marito loro figlio Federico Giuseppe col nome di Federico IV. Carolina morì alcuni mesi dopo, il 18 settembre 1821.

## Figli
Carolina diede al marito tredici figli, contribuendo così alla sopravvivenza dei Brabante di Assia-Homburg:
- Federico Giuseppe (Homburg, 30 luglio 1769 - Homburg, 2 aprile 1829), che sposò la principessa Elisabetta del Regno Unito;
- Luigi Guglielmo (Homburg, 29 agosto 1770 - Lussemburgo, 19 gennaio 1839), che sposò Augusta di Nassau-Usingen;
- Carolina Luisa (Homburg, 26 agosto 1771 - Rudolstadt, 20 giugno 1854), che sposò Luigi Federico II di Schwarzburg-Rudolstadt;
- Luisa Ulrica (Homburg, 26 ottobre 1772 - Rudolstadt, 18 settembre 1854), che sposò Carlo Günther di Schwarzburg-Rudolstadt;
- Amalia (Homburg, 29 giugno 1774 - Dessau, 3 febbraio 1846), che sposò Federico di Anhalt-Dessau;
- Paolo Emilio (Francoforte, 27 settembre 1775 - Homburg, 16 maggio 1776);
- Augusta (Homburg, 28 novembre 1776 - Ludwigslust, 1º aprile 1871), che sposò Federico Ludovico di Meclemburgo-Schwerin;
- Vittorio (Homburg, 24 gennaio 1778 - Homburg, 14 settembre 1780);
- Filippo (Homburg, 11 marzo 1779 - Homburg, 15 dicembre 1846), che sposò morganaticamente Antonie Potoschnigg;
- Gustavo (Homburg, 17 febbraio 1781 - Homburg, 8 settembre 1848), che sposò Luisa di Anhalt-Dessau;
- Ferdinando (Homburg, 26 aprile 1783 - Homburg, 24 marzo 1866);
- Maria Anna (Homburg, 13 ottobre 1785 - Berlino, 14 aprile 1846), che sposò il principe Federico Guglielmo Carlo di Prussia;
- Leopoldo Vittorio (Homburg, 10 febbraio 1787 - Görschen, 2 maggio 1813).

## Ascendenza
|                                                |                                                    |                                                   | Genitori                                             |  |  | Nonni |  |  | Bisnonni                        |  |  | Trisnonni                  |  |
|                                                |                                                    |                                                   |                                                      |  |  |       |  |  | Ernesto Luigi d'Assia-Darmstadt |  |  | Luigi VI d'Assia-Darmstadt |  |
|                                                |                                                    |                                                   |                                                      |  |  |       |  |  | Ernesto Luigi d'Assia-Darmstadt |  |  | Luigi VI d'Assia-Darmstadt |  |
|                                                |                                                    | Elisabetta Dorotea di Sassonia-Gotha-Altenburg    |                                                      |  |  |       |  |  | Ernesto Luigi d'Assia-Darmstadt |  |  |                            |  |
| Luigi VIII d'Assia-Darmstadt                   |                                                    |                                                   |                                                      |  |  |       |  |  | Ernesto Luigi d'Assia-Darmstadt |  |  |                            |  |
|                                                |                                                    | Dorotea Carlotta di Brandeburgo-Ansbach           | Alberto II di Brandeburgo-Ansbach                    |  |  |       |  |  |                                 |  |  |                            |  |
|                                                |                                                    | Dorotea Carlotta di Brandeburgo-Ansbach           | Alberto II di Brandeburgo-Ansbach                    |  |  |       |  |  |                                 |  |  |                            |  |
|                                                |                                                    | Dorotea Carlotta di Brandeburgo-Ansbach           | Sofia Margherita di Oettingen-Oettingen              |  |  |       |  |  |                                 |  |  |                            |  |
| Luigi IX d'Assia-Darmstadt                     |                                                    | Dorotea Carlotta di Brandeburgo-Ansbach           |                                                      |  |  |       |  |  |                                 |  |  |                            |  |
|                                                |                                                    | Giovanni Reinardo III di Hanau-Lichtenberg        | Giovanni Reinardo II di Hanau-Lichtenberg            |  |  |       |  |  |                                 |  |  |                            |  |
|                                                |                                                    | Giovanni Reinardo III di Hanau-Lichtenberg        | Giovanni Reinardo II di Hanau-Lichtenberg            |  |  |       |  |  |                                 |  |  |                            |  |
|                                                |                                                    | Giovanni Reinardo III di Hanau-Lichtenberg        | Anna Maddalena del Palatinato-Birkenfeld-Bischweiler |  |  |       |  |  |                                 |  |  |                            |  |
| Carlotta di Hanau-Lichtenberg                  |                                                    | Giovanni Reinardo III di Hanau-Lichtenberg        |                                                      |  |  |       |  |  |                                 |  |  |                            |  |
|                                                |                                                    | Dorotea Federica di Brandeburgo-Ansbach           | Giovanni Federico di Brandeburgo-Ansbach             |  |  |       |  |  |                                 |  |  |                            |  |
|                                                |                                                    | Dorotea Federica di Brandeburgo-Ansbach           | Giovanni Federico di Brandeburgo-Ansbach             |  |  |       |  |  |                                 |  |  |                            |  |
|                                                |                                                    | Dorotea Federica di Brandeburgo-Ansbach           | Giovanna Elisabetta di Baden-Durlach                 |  |  |       |  |  |                                 |  |  |                            |  |
| Carolina d'Assia-Darmstadt                     |                                                    | Dorotea Federica di Brandeburgo-Ansbach           |                                                      |  |  |       |  |  |                                 |  |  |                            |  |
|                                                | Cristiano II del Palatinato-Zweibrücken-Birkenfeld | Cristiano I del Palatinato-Birkenfeld-Bischweiler |                                                      |  |  |       |  |  |                                 |  |  |                            |  |
|                                                | Cristiano II del Palatinato-Zweibrücken-Birkenfeld | Cristiano I del Palatinato-Birkenfeld-Bischweiler |                                                      |  |  |       |  |  |                                 |  |  |                            |  |
|                                                | Cristiano II del Palatinato-Zweibrücken-Birkenfeld | Maddalena Caterina del Palatinato-Zweibrücken     |                                                      |  |  |       |  |  |                                 |  |  |                            |  |
| Cristiano III del Palatinato-Zweibrücken       | Cristiano II del Palatinato-Zweibrücken-Birkenfeld |                                                   |                                                      |  |  |       |  |  |                                 |  |  |                            |  |
|                                                |                                                    | Caterina Agata di Rappoltstein                    | Giovanni Giacobbe di Rappoltstein                    |  |  |       |  |  |                                 |  |  |                            |  |
|                                                |                                                    | Caterina Agata di Rappoltstein                    | Giovanni Giacobbe di Rappoltstein                    |  |  |       |  |  |                                 |  |  |                            |  |
|                                                |                                                    | Caterina Agata di Rappoltstein                    | Anna Claudia di Salm                                 |  |  |       |  |  |                                 |  |  |                            |  |
| Carolina del Palatinato-Zweibrücken-Birkenfeld |                                                    | Caterina Agata di Rappoltstein                    |                                                      |  |  |       |  |  |                                 |  |  |                            |  |
|                                                |                                                    | Luigi Crato di Nassau-Saarbrücken                 | Gustavo Adolfo di Nassau-Saarbrücken                 |  |  |       |  |  |                                 |  |  |                            |  |
|                                                |                                                    | Luigi Crato di Nassau-Saarbrücken                 | Gustavo Adolfo di Nassau-Saarbrücken                 |  |  |       |  |  |                                 |  |  |                            |  |
|                                                |                                                    | Luigi Crato di Nassau-Saarbrücken                 | Eleonora Clara di Hohenlohe                          |  |  |       |  |  |                                 |  |  |                            |  |
| Carolina di Nassau-Saarbrücken                 |                                                    | Luigi Crato di Nassau-Saarbrücken                 |                                                      |  |  |       |  |  |                                 |  |  |                            |  |
|                                                |                                                    | Filippina Enrichetta di Hohenlohe-Langenburg      | Enrico Federico di Hohenlohe-Langenburg              |  |  |       |  |  |                                 |  |  |                            |  |
|                                                |                                                    | Filippina Enrichetta di Hohenlohe-Langenburg      | Enrico Federico di Hohenlohe-Langenburg              |  |  |       |  |  |                                 |  |  |                            |  |
|                                                |                                                    | Filippina Enrichetta di Hohenlohe-Langenburg      | Giuliana Dorotea di Castell-Remlingen                |  |  |       |  |  |                                 |  |  |                            |  |
|                                                |                                                    | Filippina Enrichetta di Hohenlohe-Langenburg      |                                                      |  |  |       |  |  |                                 |  |  |                            |  |